# Карачанаков, Антон
Антон Карачанаков (болг. Антон Карачанаков; 17 января 1992, Ново-Делчево, Болгария) — болгарский футболист, полузащитник македонского клуба «Македония Джёрче Петров».

## Карьера
Родился в Ново-Делчево в 1992 году. Начинал карьеру в болгарском клубе «Пирин». В 2011 году перешёл в софийский ЦСКА, в составе которого трижды становился призёром чемпионата Болгарии. В это же время выступал за различные молодёжные сборные Болгарии. В начале 2015 года покинул клуб и на правах свободного агента подписал контракт с калининградской «Балтикой» до 1 июня 2015 года.

## Достижения
- Серебряный призёр чемпионата Болгарии (2): 2011/12, 2013/14
- Бронзовый призёр чемпионата Болгарии: 2012/13